# Diocèse de Leeuwarden

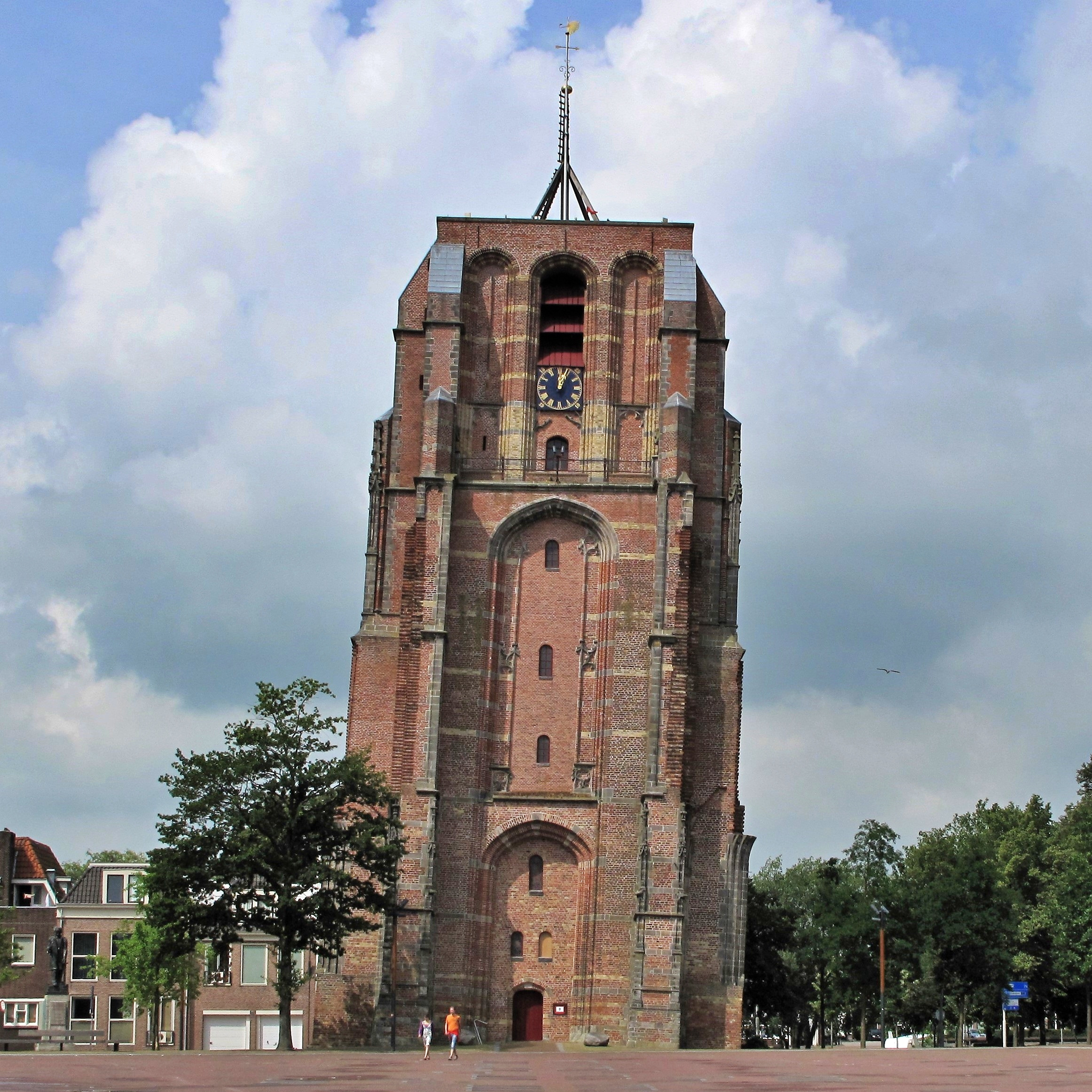
Oldehove, la tour penchée de l'ancienne cathédrale de Leeuwarden.

Le diocèse de Leeuwarden est un ancien diocèse de l'Église catholique qui a existé dans la région de Leeuwarden de 1559 à 1580.
Le diocèse de Leeuwarden a été érigé par le roi Philippe II d'Espagne dans le but de tenir tête à l'hérésie qui frappait la Frise.
Dans sa courte existence, le diocèse de Leeuwarden n'a eu que deux évêques : Remi Drieux (1561-1569) et Cuneris Petri (1569-1580). En raison de l'opposition farouche de la population locale, le seul évêque assis fut Cuneris Petri grâce à la protection militaire du duc d'Albe Ferdinand Alvare de Tolède.
En souvenir de cette époque, le diocèse de Groningue a été renommé en diocèse de Groningue-Leeuwarden le 26 novembre 2005. L'église Saint-Boniface est considérée comme une cocathédrale du diocèse.